# Гусеничар транспортер агенције НАСА
Гусеничар транспортер (енгл. Crawler-transporter) је пар возила са гусеницама које агенција НАСА користи за транспорт ракета-носача од зграде за вертикалну монтажу (VAB) до лансирног комплекса 39 (ЛК39) СЦ Кенеди. Првобитно су коришћена за транспорт ракета Сатурн IB и Сатурн V током мисија Аполо, Скајлаб и Аполо-Сојуз. Након тога, коришћена су за транспорт спејс-шатлова у периоду 1981–2011. Гусеничар транспортер преноси ракету на мобилној лансирној платформи (МЛП) до лансирне рампе, и након сваког лансирања поново одлази до рампе где преузима МЛП и враћа је назад до VAB.
Два гусеничара транспортера је пројектовала и изградила компанија Marion Power Shovel помоћу компоненти које је обезбедила компанија Роквел, а сваки од транспортера коштао је 14 милиона долара. По завршетку изградње, гусеничар транспортер постао је највеће копнено возило на планети са сопственим погоном. Мада постоје и већа копнена возила, попут роторног багера Bagger 288, она се напајају из екстерних извора (немају сопствени погон).

## Спецификације
Гусеничар транспортер има масу од 2.721.000 kg, и има осам гусеница, по две на сваког углу. Свака гусеница састављена је од 57 плоча (у жаргону се називају и „ципеле“), а свака од тих плоча има масу од 900 kg. Димензије транспортера су 40 x 35 m (1.400 m2). Висина од платформе до тла се може подешавати и износи од 6,1 до 7,9 m, и свака страна (угао) транспортера се може спуштати или подизати независно од осталих. Гусеничар користи ласерски систем за навођење и систем за нивелацију који одржава МЛП у водоравном положају са доступањем од само 10 лучних минута (што је значи да се врх ракете Сатурн V, високе преко 110 m, померао највише 30 cm) приликом успона уз нагиб испред лансирне рампе који износи 5°. Посебан ласерски систем користи се за успешно спајање транспортера и МЛП унутар VAB или при повратку након лансирања, са тачношћу од свега неколико центиметара. За кретање транспортера потребан је тим од 30 инжењера, техничара и возача.
Оба гусеничара су ремонтована 2003. године, када је урађен сервис контролног центра за моторе (енгл. Motor Control Center), у којем се налазе сви прекидачи и остала електрична опрема којом се контролише рад и кретање транспортера. Ту се налазе и нови мотор и систем за вентилацију пумпи, као и нови хладњаци дизел-мотора. Овом приликом ремонтоване су и две кабине у којима седе возачи, по једна на предњем и задњем крају. Након овог ремонта гусеничар транспортер је имао два Alco V16 дизел-мотора по 2.050 kW (2.750 кс), још два генератора од 750 kW (1.006 кс), покретана моторима од 794 kW (1.065 кс), који се користе за подизање, управљање, осветљење и вентилацију. Још два агрегата од 150 kW (201 кс) обезбеђивала су напајање за мобилну лансирну платформу. Резервоари транспортера примају 19.000 литара дизел-горива, а транспортер га је сагоревао темпом од 296 литара по пређеном километру. Због старости и потребе да у будућности превози нови Свемирски лансирни систем и лансирни торањ који је за ту ракету наменски конструисан, агенција НАСА је средином 2012. године један од гусеничара у потпуности ремонтовала, и том приликом су „уграђени нови мотори, нови издувни систем, нове кочнице, нова хидраулика, и нови компјутери“, како би се његова носивост подигла са 5.400.000 на 8.200.000 kg.
Гусеничаром се управља из две констролне кабине које се налазе на предњем и задњем крају, и он се креће по наменски саграђеној стази која је дуга 5,6 km максималном брзином од 1,6 km/h када превози ракету-носача, или 3,2 km/h када је празан. Пут од зграде за вертикалну монтажу до лансирне рампе просечно траје око пет сати. Свака стаза по којој се гусеничар креће насута је два метра дебелим слојем речног камена из Алабаме и Тенесија, јер ово камење ствара врло мало трење и тако се смањује ризик од настајања варница.
Свемирски центар Кенеди користи два иста транспортера, који су добили надимке „Ханс“ и „Франц“, од када су они достављени 1965. године. Од тада су заједно превалили преко 5.500 km, што је еквивалнетно вожњи аутомобилом од Београда до Новосибирска, или праволинијској удаљености од Београда до Киншасе.

## Појављивање у популарној култури
Гусничар транспортер се појављивао у многим телевизијским серијама, документарцима и филмовима. У једној епизоди треће сезоне серијала Прљави послови, који се од 2005. године емитује на Дискавери каналу, водитељ Мајк Роу помаже радницима који одржавају гусеничар транспортер и на крају седа „да га провоза“. Гусеничар се појављује и у филмовима Аполо 13 (из 1995) и у трећем делу серијала Трансформерси – Трансформерси - Тамна страна месеца (из 2011). Возило слично гусеничару транспортеру коришћено је и у филму Битка за Пацифик из 2013. године, за транспорт великих робота званих Jaeger.

## Галерија
- Раскрсница на стази за кретање гусеничара. Десна стаза води ка ЛК 39А (на којој се на слици налази Ендевор), док лева стаза води ка ЛК 39Б.

- Сатурн V на транспортеру
- Снимак гусеница из близине
- Атлантис на МЛП и гусеничару
- Гусеничар превози Арес I-X